# Струве, Василий Васильевич
Васи́лий Васи́льевич Стру́ве (21 января (2 февраля) 1889, Санкт-Петербург — 15 сентября 1965, Ленинград) — крупнейший советский востоковед-марксист, египтолог и ассириолог, педагог. Основатель советской школы историков Древнего Востока, академик АН СССР (1935), член Российского палестинского общества при Академии наук.

## Биография
|                           |                           |                           |                           |                           |                           |  |  |                                       |                                       |                                       |                                       |                                       |                                       |  |  | Яков Струве математик                |                                      |                                      |                                      |                                      |                                      |  |  |                                            |                                            |                                            |                                            |                                            |                                            |  |  |                                                         |                                                         |                                                         |                                                         |                                                         |                                                         |  |  |                                              |                                              |                                                   |                                                   |                                                   |                                                   |                                                   |                                                   |                                                  |                                                  |                                                  |                                                  |                                                  |                                                  |  |  |                                                     |                                                     |                                                     |                                                     |                                                     |                                                     |  |  |  |  |  |  |  |  |  |  |  |  |  |  |  |  |  |  |  |  |  |  |  |  |  |  |  |  |  |  |  |  |  |  |  |  |  |  |  |  |
|                           |                           |                           |                           |                           |                           |  |  |                                       |                                       |                                       |                                       |                                       |                                       |  |  |                                      |                                      |                                      |                                      |                                      |                                      |  |  |                                            |                                            |                                            |                                            |                                            |                                            |  |  |                                                         |                                                         |                                                         |                                                         |                                                         |                                                         |  |  |                                              |                                              |                                                   |                                                   |                                                   |                                                   |                                                   |                                                   |                                                  |                                                  |                                                  |                                                  |                                                  |                                                  |  |  |                                                     |                                                     |                                                     |                                                     |                                                     |                                                     |  |  |  |  |  |  |  |  |  |  |  |  |  |  |  |  |  |  |  |  |  |  |  |  |  |  |  |  |  |  |  |  |  |  |  |  |  |  |  |  |
|                           |                           |                           |                           |                           |                           |  |  |                                       |                                       |                                       |                                       |                                       |                                       |  |  |                                      |                                      |                                      |                                      |                                      |                                      |  |  |                                            |                                            |                                            |                                            |                                            |                                            |  |  |                                                         |                                                         |                                                         |                                                         |                                                         |                                                         |  |  |                                              |                                              |                                                   |                                                   |                                                   |                                                   |                                                   |                                                   |                                                  |                                                  |                                                  |                                                  |                                                  |                                                  |  |  |                                                     |                                                     |                                                     |                                                     |                                                     |                                                     |  |  |  |  |  |  |  |  |  |  |  |  |  |  |  |  |  |  |  |  |  |  |  |  |  |  |  |  |  |  |  |  |  |  |  |  |  |  |  |  |
| Карл (1785—1838) филолог  | Карл (1785—1838) филолог  | Карл (1785—1838) филолог  | Карл (1785—1838) филолог  | Карл (1785—1838) филолог  | Карл (1785—1838) филолог  |  |  | Эрнст (1786—1822)                     | Эрнст (1786—1822)                     | Эрнст (1786—1822)                     | Эрнст (1786—1822)                     | Эрнст (1786—1822)                     | Эрнст (1786—1822)                     |  |  | Густав (1788—1829)                   | Густав (1788—1829)                   | Густав (1788—1829)                   | Густав (1788—1829)                   | Густав (1788—1829)                   | Густав (1788—1829)                   |  |  | Василий Яковлевич (1793—1864) астроном     | Василий Яковлевич (1793—1864) астроном     | Василий Яковлевич (1793—1864) астроном     | Василий Яковлевич (1793—1864) астроном     | Василий Яковлевич (1793—1864) астроном     | Василий Яковлевич (1793—1864) астроном     |  |  | Людвиг (1795—1828) профессор медицины                   | Людвиг (1795—1828) профессор медицины                   | Людвиг (1795—1828) профессор медицины                   | Людвиг (1795—1828) профессор медицины                   | Людвиг (1795—1828) профессор медицины                   | Людвиг (1795—1828) профессор медицины                   |  |  |                                              |                                              |                                                   |                                                   |                                                   |                                                   |                                                   |                                                   |                                                  |                                                  |                                                  |                                                  |                                                  |                                                  |  |  |                                                     |                                                     |                                                     |                                                     |                                                     |                                                     |  |  |  |  |  |  |  |  |  |  |  |  |  |  |  |  |  |  |  |  |  |  |  |  |  |  |  |  |  |  |  |  |  |  |  |  |  |  |  |  |
| Карл (1785—1838) филолог  | Карл (1785—1838) филолог  | Карл (1785—1838) филолог  | Карл (1785—1838) филолог  | Карл (1785—1838) филолог  | Карл (1785—1838) филолог  |  |  | Эрнст (1786—1822)                     | Эрнст (1786—1822)                     | Эрнст (1786—1822)                     | Эрнст (1786—1822)                     | Эрнст (1786—1822)                     | Эрнст (1786—1822)                     |  |  | Густав (1788—1829)                   | Густав (1788—1829)                   | Густав (1788—1829)                   | Густав (1788—1829)                   | Густав (1788—1829)                   | Густав (1788—1829)                   |  |  | Василий Яковлевич (1793—1864) астроном     | Василий Яковлевич (1793—1864) астроном     | Василий Яковлевич (1793—1864) астроном     | Василий Яковлевич (1793—1864) астроном     | Василий Яковлевич (1793—1864) астроном     | Василий Яковлевич (1793—1864) астроном     |  |  | Людвиг (1795—1828) профессор медицины                   | Людвиг (1795—1828) профессор медицины                   | Людвиг (1795—1828) профессор медицины                   | Людвиг (1795—1828) профессор медицины                   | Людвиг (1795—1828) профессор медицины                   | Людвиг (1795—1828) профессор медицины                   |  |  |                                              |                                              |                                                   |                                                   |                                                   |                                                   |                                                   |                                                   |                                                  |                                                  |                                                  |                                                  |                                                  |                                                  |  |  |                                                     |                                                     |                                                     |                                                     |                                                     |                                                     |  |  |  |  |  |  |  |  |  |  |  |  |  |  |  |  |  |  |  |  |  |  |  |  |  |  |  |  |  |  |  |  |  |  |  |  |  |  |  |  |
|                           |                           |                           |                           |                           |                           |  |  |                                       |                                       |                                       |                                       |                                       |                                       |  |  |                                      |                                      |                                      |                                      |                                      |                                      |  |  |                                            |                                            |                                            |                                            |                                            |                                            |  |  |                                                         |                                                         |                                                         |                                                         |                                                         |                                                         |  |  |                                              |                                              |                                                   |                                                   |                                                   |                                                   |                                                   |                                                   |                                                  |                                                  |                                                  |                                                  |                                                  |                                                  |  |  |                                                     |                                                     |                                                     |                                                     |                                                     |                                                     |  |  |  |  |  |  |  |  |  |  |  |  |  |  |  |  |  |  |  |  |  |  |  |  |  |  |  |  |  |  |  |  |  |  |  |  |  |  |  |  |
|                           |                           |                           |                           |                           |                           |  |  | Фёдор Аристович (1816—1885) филолог   | Фёдор Аристович (1816—1885) филолог   | Фёдор Аристович (1816—1885) филолог   | Фёдор Аристович (1816—1885) филолог   | Фёдор Аристович (1816—1885) филолог   | Фёдор Аристович (1816—1885) филолог   |  |  | Отто Васильевич (1819—1905) астроном | Отто Васильевич (1819—1905) астроном | Отто Васильевич (1819—1905) астроном | Отто Васильевич (1819—1905) астроном | Отто Васильевич (1819—1905) астроном | Отто Васильевич (1819—1905) астроном |  |  | Генрих Васильевич (1822—1908) химик        | Генрих Васильевич (1822—1908) химик        | Генрих Васильевич (1822—1908) химик        | Генрих Васильевич (1822—1908) химик        | Генрих Васильевич (1822—1908) химик        | Генрих Васильевич (1822—1908) химик        |  |  | Бернгард Васильевич (1827—1889) государственный деятель | Бернгард Васильевич (1827—1889) государственный деятель | Бернгард Васильевич (1827—1889) государственный деятель | Бернгард Васильевич (1827—1889) государственный деятель | Бернгард Васильевич (1827—1889) государственный деятель | Бернгард Васильевич (1827—1889) государственный деятель |  |  |                                              |                                              | Кирилл Васильевич (1835—1907) астроном и дипломат | Кирилл Васильевич (1835—1907) астроном и дипломат | Кирилл Васильевич (1835—1907) астроном и дипломат | Кирилл Васильевич (1835—1907) астроном и дипломат | Кирилл Васильевич (1835—1907) астроном и дипломат | Кирилл Васильевич (1835—1907) астроном и дипломат |                                                  |                                                  |                                                  |                                                  |                                                  |                                                  |  |  |                                                     |                                                     |                                                     |                                                     |                                                     |                                                     |  |  |  |  |  |  |  |  |  |  |  |  |  |  |  |  |  |  |  |  |  |  |  |  |  |  |  |  |  |  |  |  |  |  |  |  |  |  |  |  |
|                           |                           |                           |                           |                           |                           |  |  | Фёдор Аристович (1816—1885) филолог   | Фёдор Аристович (1816—1885) филолог   | Фёдор Аристович (1816—1885) филолог   | Фёдор Аристович (1816—1885) филолог   | Фёдор Аристович (1816—1885) филолог   | Фёдор Аристович (1816—1885) филолог   |  |  | Отто Васильевич (1819—1905) астроном | Отто Васильевич (1819—1905) астроном | Отто Васильевич (1819—1905) астроном | Отто Васильевич (1819—1905) астроном | Отто Васильевич (1819—1905) астроном | Отто Васильевич (1819—1905) астроном |  |  | Генрих Васильевич (1822—1908) химик        | Генрих Васильевич (1822—1908) химик        | Генрих Васильевич (1822—1908) химик        | Генрих Васильевич (1822—1908) химик        | Генрих Васильевич (1822—1908) химик        | Генрих Васильевич (1822—1908) химик        |  |  | Бернгард Васильевич (1827—1889) государственный деятель | Бернгард Васильевич (1827—1889) государственный деятель | Бернгард Васильевич (1827—1889) государственный деятель | Бернгард Васильевич (1827—1889) государственный деятель | Бернгард Васильевич (1827—1889) государственный деятель | Бернгард Васильевич (1827—1889) государственный деятель |  |  |                                              |                                              | Кирилл Васильевич (1835—1907) астроном и дипломат | Кирилл Васильевич (1835—1907) астроном и дипломат | Кирилл Васильевич (1835—1907) астроном и дипломат | Кирилл Васильевич (1835—1907) астроном и дипломат | Кирилл Васильевич (1835—1907) астроном и дипломат | Кирилл Васильевич (1835—1907) астроном и дипломат |                                                  |                                                  |                                                  |                                                  |                                                  |                                                  |  |  |                                                     |                                                     |                                                     |                                                     |                                                     |                                                     |  |  |  |  |  |  |  |  |  |  |  |  |  |  |  |  |  |  |  |  |  |  |  |  |  |  |  |  |  |  |  |  |  |  |  |  |  |  |  |  |
|                           |                           |                           |                           |                           |                           |  |  |                                       |                                       |                                       |                                       |                                       |                                       |  |  |                                      |                                      |                                      |                                      |                                      |                                      |  |  |                                            |                                            |                                            |                                            |                                            |                                            |  |  |                                                         |                                                         |                                                         |                                                         |                                                         |                                                         |  |  |                                              |                                              |                                                   |                                                   |                                                   |                                                   |                                                   |                                                   |                                                  |                                                  |                                                  |                                                  |                                                  |                                                  |  |  |                                                     |                                                     |                                                     |                                                     |                                                     |                                                     |  |  |  |  |  |  |  |  |  |  |  |  |  |  |  |  |  |  |  |  |  |  |  |  |  |  |  |  |  |  |  |  |  |  |  |  |  |  |  |  |
| Альфред (1845—1916) химик | Альфред (1845—1916) химик | Альфред (1845—1916) химик | Альфред (1845—1916) химик | Альфред (1845—1916) химик | Альфред (1845—1916) химик |  |  | Герман Оттович (1854—1920) астроном   | Герман Оттович (1854—1920) астроном   | Герман Оттович (1854—1920) астроном   | Герман Оттович (1854—1920) астроном   | Герман Оттович (1854—1920) астроном   | Герман Оттович (1854—1920) астроном   |  |  | Людвиг Оттович (1858—1920) астроном  | Людвиг Оттович (1858—1920) астроном  | Людвиг Оттович (1858—1920) астроном  | Людвиг Оттович (1858—1920) астроном  | Людвиг Оттович (1858—1920) астроном  | Людвиг Оттович (1858—1920) астроном  |  |  | Василий Бернгардович (1854—1912) математик | Василий Бернгардович (1854—1912) математик | Василий Бернгардович (1854—1912) математик | Василий Бернгардович (1854—1912) математик | Василий Бернгардович (1854—1912) математик | Василий Бернгардович (1854—1912) математик |  |  | Александр Бернгардович                                  | Александр Бернгардович                                  | Александр Бернгардович                                  | Александр Бернгардович                                  | Александр Бернгардович                                  | Александр Бернгардович                                  |  |  | Пётр Бернгардович (1870—1944) экономист      | Пётр Бернгардович (1870—1944) экономист      | Пётр Бернгардович (1870—1944) экономист           | Пётр Бернгардович (1870—1944) экономист           | Пётр Бернгардович (1870—1944) экономист           | Пётр Бернгардович (1870—1944) экономист           |                                                   |                                                   | Вера Кирилловна (1876—1949) общественный деятель | Вера Кирилловна (1876—1949) общественный деятель | Вера Кирилловна (1876—1949) общественный деятель | Вера Кирилловна (1876—1949) общественный деятель | Вера Кирилловна (1876—1949) общественный деятель | Вера Кирилловна (1876—1949) общественный деятель |  |  |                                                     |                                                     |                                                     |                                                     |                                                     |                                                     |  |  |  |  |  |  |  |  |  |  |  |  |  |  |  |  |  |  |  |  |  |  |  |  |  |  |  |  |  |  |  |  |  |  |  |  |  |  |  |  |
| Альфред (1845—1916) химик | Альфред (1845—1916) химик | Альфред (1845—1916) химик | Альфред (1845—1916) химик | Альфред (1845—1916) химик | Альфред (1845—1916) химик |  |  | Герман Оттович (1854—1920) астроном   | Герман Оттович (1854—1920) астроном   | Герман Оттович (1854—1920) астроном   | Герман Оттович (1854—1920) астроном   | Герман Оттович (1854—1920) астроном   | Герман Оттович (1854—1920) астроном   |  |  | Людвиг Оттович (1858—1920) астроном  | Людвиг Оттович (1858—1920) астроном  | Людвиг Оттович (1858—1920) астроном  | Людвиг Оттович (1858—1920) астроном  | Людвиг Оттович (1858—1920) астроном  | Людвиг Оттович (1858—1920) астроном  |  |  | Василий Бернгардович (1854—1912) математик | Василий Бернгардович (1854—1912) математик | Василий Бернгардович (1854—1912) математик | Василий Бернгардович (1854—1912) математик | Василий Бернгардович (1854—1912) математик | Василий Бернгардович (1854—1912) математик |  |  | Александр Бернгардович                                  | Александр Бернгардович                                  | Александр Бернгардович                                  | Александр Бернгардович                                  | Александр Бернгардович                                  | Александр Бернгардович                                  |  |  | Пётр Бернгардович (1870—1944) экономист      | Пётр Бернгардович (1870—1944) экономист      | Пётр Бернгардович (1870—1944) экономист           | Пётр Бернгардович (1870—1944) экономист           | Пётр Бернгардович (1870—1944) экономист           | Пётр Бернгардович (1870—1944) экономист           |                                                   |                                                   | Вера Кирилловна (1876—1949) общественный деятель | Вера Кирилловна (1876—1949) общественный деятель | Вера Кирилловна (1876—1949) общественный деятель | Вера Кирилловна (1876—1949) общественный деятель | Вера Кирилловна (1876—1949) общественный деятель | Вера Кирилловна (1876—1949) общественный деятель |  |  |                                                     |                                                     |                                                     |                                                     |                                                     |                                                     |  |  |  |  |  |  |  |  |  |  |  |  |  |  |  |  |  |  |  |  |  |  |  |  |  |  |  |  |  |  |  |  |  |  |  |  |  |  |  |  |
|                           |                           |                           |                           |                           |                           |  |  |                                       |                                       |                                       |                                       |                                       |                                       |  |  |                                      |                                      |                                      |                                      |                                      |                                      |  |  |                                            |                                            |                                            |                                            |                                            |                                            |  |  |                                                         |                                                         |                                                         |                                                         |                                                         |                                                         |  |  |                                              |                                              |                                                   |                                                   |                                                   |                                                   |                                                   |                                                   |                                                  |                                                  |                                                  |                                                  |                                                  |                                                  |  |  |                                                     |                                                     |                                                     |                                                     |                                                     |                                                     |  |  |  |  |  |  |  |  |  |  |  |  |  |  |  |  |  |  |  |  |  |  |  |  |  |  |  |  |  |  |  |  |  |  |  |  |  |  |  |  |
|                           |                           |                           |                           |                           |                           |  |  | Георг Германович (1886—1933) астроном | Георг Германович (1886—1933) астроном | Георг Германович (1886—1933) астроном | Георг Германович (1886—1933) астроном | Георг Германович (1886—1933) астроном | Георг Германович (1886—1933) астроном |  |  | Отто Людвигович (1897—1963) астроном | Отто Людвигович (1897—1963) астроном | Отто Людвигович (1897—1963) астроном | Отто Людвигович (1897—1963) астроном | Отто Людвигович (1897—1963) астроном | Отто Людвигович (1897—1963) астроном |  |  | Василий Васильевич (1889—1965) историк     | Василий Васильевич (1889—1965) историк     | Василий Васильевич (1889—1965) историк     | Василий Васильевич (1889—1965) историк     | Василий Васильевич (1889—1965) историк     | Василий Васильевич (1889—1965) историк     |  |  | Михаил Александрович (1890—1949) поэт                   | Михаил Александрович (1890—1949) поэт                   | Михаил Александрович (1890—1949) поэт                   | Михаил Александрович (1890—1949) поэт                   | Михаил Александрович (1890—1949) поэт                   | Михаил Александрович (1890—1949) поэт                   |  |  | Глеб Петрович (1898—1985) поэт               | Глеб Петрович (1898—1985) поэт               | Глеб Петрович (1898—1985) поэт                    | Глеб Петрович (1898—1985) поэт                    | Глеб Петрович (1898—1985) поэт                    | Глеб Петрович (1898—1985) поэт                    |                                                   |                                                   | Алексей Петрович (1899—1976)                     | Алексей Петрович (1899—1976)                     | Алексей Петрович (1899—1976)                     | Алексей Петрович (1899—1976)                     | Алексей Петрович (1899—1976)                     | Алексей Петрович (1899—1976)                     |  |  | архимандрит Савва (Константин Петрович) (1900—1948) | архимандрит Савва (Константин Петрович) (1900—1948) | архимандрит Савва (Константин Петрович) (1900—1948) | архимандрит Савва (Константин Петрович) (1900—1948) | архимандрит Савва (Константин Петрович) (1900—1948) | архимандрит Савва (Константин Петрович) (1900—1948) |  |  |  |  |  |  |  |  |  |  |  |  |  |  |  |  |  |  |  |  |  |  |  |  |  |  |  |  |  |  |  |  |  |  |  |  |  |  |  |  |
|                           |                           |                           |                           |                           |                           |  |  | Георг Германович (1886—1933) астроном | Георг Германович (1886—1933) астроном | Георг Германович (1886—1933) астроном | Георг Германович (1886—1933) астроном | Георг Германович (1886—1933) астроном | Георг Германович (1886—1933) астроном |  |  | Отто Людвигович (1897—1963) астроном | Отто Людвигович (1897—1963) астроном | Отто Людвигович (1897—1963) астроном | Отто Людвигович (1897—1963) астроном | Отто Людвигович (1897—1963) астроном | Отто Людвигович (1897—1963) астроном |  |  | Василий Васильевич (1889—1965) историк     | Василий Васильевич (1889—1965) историк     | Василий Васильевич (1889—1965) историк     | Василий Васильевич (1889—1965) историк     | Василий Васильевич (1889—1965) историк     | Василий Васильевич (1889—1965) историк     |  |  | Михаил Александрович (1890—1949) поэт                   | Михаил Александрович (1890—1949) поэт                   | Михаил Александрович (1890—1949) поэт                   | Михаил Александрович (1890—1949) поэт                   | Михаил Александрович (1890—1949) поэт                   | Михаил Александрович (1890—1949) поэт                   |  |  | Глеб Петрович (1898—1985) поэт               | Глеб Петрович (1898—1985) поэт               | Глеб Петрович (1898—1985) поэт                    | Глеб Петрович (1898—1985) поэт                    | Глеб Петрович (1898—1985) поэт                    | Глеб Петрович (1898—1985) поэт                    |                                                   |                                                   | Алексей Петрович (1899—1976)                     | Алексей Петрович (1899—1976)                     | Алексей Петрович (1899—1976)                     | Алексей Петрович (1899—1976)                     | Алексей Петрович (1899—1976)                     | Алексей Петрович (1899—1976)                     |  |  | архимандрит Савва (Константин Петрович) (1900—1948) | архимандрит Савва (Константин Петрович) (1900—1948) | архимандрит Савва (Константин Петрович) (1900—1948) | архимандрит Савва (Константин Петрович) (1900—1948) | архимандрит Савва (Константин Петрович) (1900—1948) | архимандрит Савва (Константин Петрович) (1900—1948) |  |  |  |  |  |  |  |  |  |  |  |  |  |  |  |  |  |  |  |  |  |  |  |  |  |  |  |  |  |  |  |  |  |  |  |  |  |  |  |  |
|                           |                           |                           |                           |                           |                           |  |  |                                       |                                       |                                       |                                       |                                       |                                       |  |  |                                      |                                      |                                      |                                      |                                      |                                      |  |  |                                            |                                            |                                            |                                            |                                            |                                            |  |  |                                                         |                                                         |                                                         |                                                         |                                                         |                                                         |  |  |                                              |                                              |                                                   |                                                   |                                                   |                                                   |                                                   |                                                   |                                                  |                                                  |                                                  |                                                  |                                                  |                                                  |  |  |                                                     |                                                     |                                                     |                                                     |                                                     |                                                     |  |  |  |  |  |  |  |  |  |  |  |  |  |  |  |  |  |  |  |  |  |  |  |  |  |  |  |  |  |  |  |  |  |  |  |  |  |  |  |  |
|                           |                           |                           |                           |                           |                           |  |  | Вильфред Георг (1914—1992) астроном   | Вильфред Георг (1914—1992) астроном   | Вильфред Георг (1914—1992) астроном   | Вильфред Георг (1914—1992) астроном   | Вильфред Георг (1914—1992) астроном   | Вильфред Георг (1914—1992) астроном   |  |  |                                      |                                      |                                      |                                      |                                      |                                      |  |  |                                            |                                            |                                            |                                            |                                            |                                            |  |  |                                                         |                                                         |                                                         |                                                         |                                                         |                                                         |  |  | Пётр Алексеевич (1925—1968) протоиерей, врач | Пётр Алексеевич (1925—1968) протоиерей, врач | Пётр Алексеевич (1925—1968) протоиерей, врач      | Пётр Алексеевич (1925—1968) протоиерей, врач      | Пётр Алексеевич (1925—1968) протоиерей, врач      | Пётр Алексеевич (1925—1968) протоиерей, врач      |                                                   |                                                   | Никита Алексеевич (1931—2016) издатель           | Никита Алексеевич (1931—2016) издатель           | Никита Алексеевич (1931—2016) издатель           | Никита Алексеевич (1931—2016) издатель           | Никита Алексеевич (1931—2016) издатель           | Никита Алексеевич (1931—2016) издатель           |  |  | Мария Александровна (1925—2020) иконописец          | Мария Александровна (1925—2020) иконописец          | Мария Александровна (1925—2020) иконописец          | Мария Александровна (1925—2020) иконописец          | Мария Александровна (1925—2020) иконописец          | Мария Александровна (1925—2020) иконописец          |  |  |  |  |  |  |  |  |  |  |  |  |  |  |  |  |  |  |  |  |  |  |  |  |  |  |  |  |  |  |  |  |  |  |  |  |  |  |  |  |
|                           |                           |                           |                           |                           |                           |  |  | Вильфред Георг (1914—1992) астроном   | Вильфред Георг (1914—1992) астроном   | Вильфред Георг (1914—1992) астроном   | Вильфред Георг (1914—1992) астроном   | Вильфред Георг (1914—1992) астроном   | Вильфред Георг (1914—1992) астроном   |  |  |                                      |                                      |                                      |                                      |                                      |                                      |  |  |                                            |                                            |                                            |                                            |                                            |                                            |  |  |                                                         |                                                         |                                                         |                                                         |                                                         |                                                         |  |  | Пётр Алексеевич (1925—1968) протоиерей, врач | Пётр Алексеевич (1925—1968) протоиерей, врач | Пётр Алексеевич (1925—1968) протоиерей, врач      | Пётр Алексеевич (1925—1968) протоиерей, врач      | Пётр Алексеевич (1925—1968) протоиерей, врач      | Пётр Алексеевич (1925—1968) протоиерей, врач      |                                                   |                                                   | Никита Алексеевич (1931—2016) издатель           | Никита Алексеевич (1931—2016) издатель           | Никита Алексеевич (1931—2016) издатель           | Никита Алексеевич (1931—2016) издатель           | Никита Алексеевич (1931—2016) издатель           | Никита Алексеевич (1931—2016) издатель           |  |  | Мария Александровна (1925—2020) иконописец          | Мария Александровна (1925—2020) иконописец          | Мария Александровна (1925—2020) иконописец          | Мария Александровна (1925—2020) иконописец          | Мария Александровна (1925—2020) иконописец          | Мария Александровна (1925—2020) иконописец          |  |  |  |  |  |  |  |  |  |  |  |  |  |  |  |  |  |  |  |  |  |  |  |  |  |  |  |  |  |  |  |  |  |  |  |  |  |  |  |  |
|                           |                           |                           |                           |                           |                           |  |  |                                       |                                       |                                       |                                       |                                       |                                       |  |  |                                      |                                      |                                      |                                      |                                      |                                      |  |  |                                            |                                            |                                            |                                            |                                            |                                            |  |  |                                                         |                                                         |                                                         |                                                         |                                                         |                                                         |  |  |                                              |                                              |                                                   |                                                   |                                                   |                                                   |                                                   |                                                   |                                                  |                                                  |                                                  |                                                  |                                                  |                                                  |  |  |                                                     |                                                     |                                                     |                                                     |                                                     |                                                     |  |  |  |  |  |  |  |  |  |  |  |  |  |  |  |  |  |  |  |  |  |  |  |  |  |  |  |  |  |  |  |  |  |  |  |  |  |  |  |  |
|                           |                           |                           |                           |                           |                           |  |  |                                       |                                       |                                       |                                       |                                       |                                       |  |  |                                      |                                      |                                      |                                      |                                      |                                      |  |  |                                            |                                            |                                            |                                            |                                            |                                            |  |  |                                                         |                                                         |                                                         |                                                         |                                                         |                                                         |  |  | Алексей Петрович (род. 1958) клирик          |                                              |                                                   |                                                   |                                                   |                                                   |                                                   |                                                   |                                                  |                                                  |                                                  |                                                  |                                                  |                                                  |  |  |                                                     |                                                     |                                                     |                                                     |                                                     |                                                     |  |  |  |  |  |  |  |  |  |  |  |  |  |  |  |  |  |  |  |  |  |  |  |  |  |  |  |  |  |  |  |  |  |  |  |  |  |  |  |  |

Родился в семье, к которой принадлежал целый ряд видных представителей научно-технической интеллигенции, в том числе его прадед — основатель Пулковской обсерватории Василий Яковлевич Струве.
В 1907—1911 годах учился на историко-филологическом факультете Петербургского университета. Намеревался специализироваться на истории России и начал заниматься у А. С. Лаппо-Данилевского, однако заинтересовался лекциями египтолога Б. А. Тураева и исследователя античности М. И. Ростовцева. Университет окончил с отличием и был оставлен для подготовки к профессорской деятельности, а в начале 1914 года был отправлен на стажировку в Германию: несколько месяцев провёл в Берлине, где совершенствовал своё знание египетского языка под руководством Адольфа Эрмана. Вернулся на родину в середине июля из-за начала Первой мировой войны. В 1919 году, будучи (с 1916 года) приват-доцентом университета, он продолжил своё обучение на Восточном факультете: занимался аккадским, древнееврейским и другими семитскими языками у выдающегося семитолога академика Павла Константиновича Коковцова; самостоятельно начал изучать шумерский язык. В 1920 году сменил своего учителя Б. А. Тураева на кафедре Древнего Востока Петроградского университета, где и преподавал до конца жизни.
В 1928 году В. В. Струве защитил магистерскую диссертацию о древнеегипетском историке Манефоне, жившем в IV—III вв. до н. э.: «Манефон и его время». Степень доктора исторических наук была присуждена ему honoris causa, то есть за научные заслуги, без защиты диссертации.
В 1918—1933 годах В. В. Струве руководил Египетским отделом Эрмитажа, в 1937—1940 возглавлял Институт этнографии АН СССР, а в 1941—1950 — Институт востоковедения АН СССР, с 1959 года заведовал древневосточным отделом института. Заведовал кафедрой истории древнего мира ЛГПИ (1934-?). В 1952—1965 гг. завкафедрой Древнего Востока ЛГУ. Член ряда отечественных и зарубежных научных организаций (Комитета международных ассоциаций египтологов в Копенгагене).
Василий Васильевич Струве скончался 15 сентября 1965 года в Ленинграде. Похоронен на Серафимовском кладбище Ленинграда (Коммунистическая площадка).

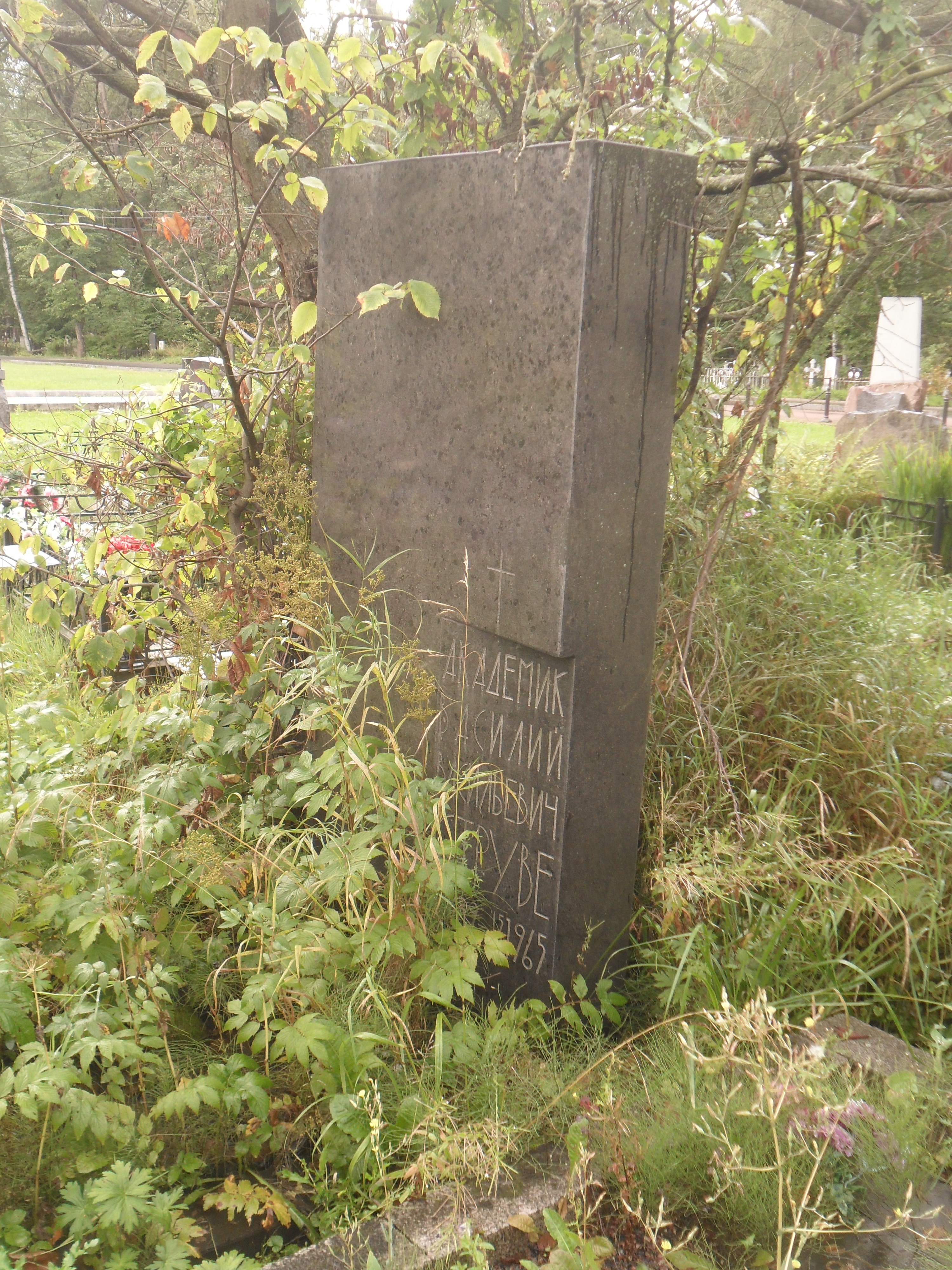
Могила Струве на Серафимовском кладбище Санкт-Петербурга

## Научная работа
Первая работа В. В. Струве — монография «Петербургские сфинксы» (1912) — о сфинксах на набережной у Академии художеств, перевезённых в Петербург из храма фараона Аменхотепа III в египетских Фивах. За ней последовали публикации об эрмитажных памятниках (в том числе стеле военачальника Хоремхеба, ставшего фараоном в конце XIV века до н. э.).
Пятидесятилетний (1916—1965) опыт преподавания в Ленинградском государственном университете способствовал созданию Струве собственного курса истории Древнего Востока, отличавшегося от своих зарубежных и предшествующих ему русских аналогов тем, что строился на основании анализа характера социально-экономических отношений и экономического базиса древневосточных обществ, а также включением в понятие «Древний Восток» древнейших государств Китая, Индии и прилегающих территорий.
Струве приветствовал революционные события 1917 года и поддерживал социалистические преобразования в СССР. Именно ему принадлежит идея пересмотра оригинального тезиса Карла Маркса и Фридриха Энгельса относительно единства всемирного исторического процесса, проявлявшегося через чередование формаций как универсальных этапов исторического развития человечества. Согласно Марксу и Энгельсу, на стадии цивилизации общество поочерёдно проходит рабовладельческую (классическую антическую), феодальную и буржуазную (капиталистическую) социально-экономические формации с перспективой перехода к социалистической. Однако в труде «Формы, предшествовавшие капиталистическому производству» (раздел «Экономических рукописей 1857—1859 годов») Маркс упоминал также и «азиатские производственные отношения». На этой основе некоторые учёные делали вывод о наличии особой азиатской (архаической) социально-экономической формации, предшествовавшей рабовладельческой у древневосточных обществ. Своё условное название «азиатская» формация получила не потому, что была характерна исключительно для восточных обществ, а по причине первоначального обнаружения характерных её пережитков у отдельных народов Азии (в частности, Индии). Отсюда следовали две полярные трактовки азиатского способа производства: уникальный или, наоборот, универсальный этап истории.
В 1920—1930 годы отдельные советские историки, находившиеся под влиянием теории Освальда Шпенглера, пытались объяснить уникальность азиатского способа производства, существовавшего только у восточных обществ. Им противостояли марксистские историки-универсалисты, которые расширили первоначальный географический ареал анализа производственных отношений и пришли к выводу о существовании подобного способа производства не только на начальных периодах развития восточных обществ, но и у всего человечества в целом, считая его универсальным (например, он наблюдался в крито-микенском обществе, в Риме периода царей и ранней Республики, у цивилизаций Месоамерики); с другой стороны, такие восточные общества как Древний Египет периода Нового царства или персидская империя Ахеменидов могут быть определены как классические рабовладельческие. Сторонники выделения отдельного азиатского способа производства выделяли такие характерные для него черты как функционирование разветвлённой ирригационной системы в условиях централизованного государства и этатистской политики; отсутствие частной собственности на средства производства; свободные общины, эксплуатируемые государственным аппаратом, в качестве экономической основы существования общества; восточная деспотия как особый тип монархической формы правления.
Опираясь на изданные в СССР сочинения Маркса, Василий Струве к 1933 разработал «пятичленку» — парадигму смены пяти социально-экономических формаций: первобытнообщинной, рабовладельческой, феодальной, капиталистической и коммунистической, начальным этапом которой является социализм (таким образом, азиатская и античная формации сливались в одну). «Пятичленка» служила основой упрощённого понимания марксистской теории и, до известной степени, орудием вульгаризации учения Маркса. Тем не менее, её распространение способствовало утверждению материалистического понимания истории и обнаружению общих черт в политическом, экономическом и социальном прогрессе разных обществ. «Пятичленка» Струве, отождествлённая с марксистским подходом, оставалась господствующей схемой советской исторической науки для анализа всех исторических периодов, несмотря на жёсткую критику, которой она была подвергнута на Московской дискуссии об азиатских производственных отношениях (1965) видными историками СССР, Франции, Венгрии и Германии.
Струве был первым историком в мировой науке, поднявшим вопрос о характере экономического базиса и социальной иерархии древневосточных обществ, определявшихся как феодальные даже такими авторитетами как Брэстед, Мейер и Тураев. Струве же рассматривал в качестве ключа к решению вопроса анализ производительных сил и определил, что основной формой эксплуатации труда на Древнем Востоке, как и в античном мире, было использование рабов (позже он признал, что основой экономической жизни в древневосточных странах была не эксплуатация рабов, а эксплуатация крестьян-общинников: долговое рабство у этих народов было развито неравномерно, а завоевательные походы, проводившиеся с различным успехом, ещё не стали основным источником пополнения количества рабов). Следовательно, Струве определял восточные общества как раннерабовладельческие, основываясь на собственном анализе шумерского общества, изучение структуры которого проводилось на основании документов хозяйственной отчётности периода III династии Ура.
Перу Василия Струве принадлежат более 400 работ по истории и лингвистике древнего мира. Его первые публикации, текст коптского папируса и монография «Петербургские сфинксы», увидели свет в 1912. С 1928 издавался его труд о древнеегипетском учёном Манефоне. Основные идеи Струве изложены в его фундаментальном обобщающем труде «История Древнего Востока», изданном в Москве в 1941 и продолжавшим лучшие традиции школы Тураева в марксистской трактовке. Остальные труды Василия Струве были посвящены истории и истории культуры Древнего, персидского и эллинистического Египта, Месопотамии (Шумера, Вавилона, Ассирии), Северной Сирии (на примере Угарита), Урарту и Закавказья, Ирана, Палестины, Малой Азии, Северного Причерноморья и Средней Азии. В частности, истории древних государств, расположенных на территории Советского Союза, он посвятил свои «Этюды по истории Северного Причерноморья, Кавказа и Средней Азии», изданные посмертно в 1968. Значение фактического материала, последовательно изложенного в трудах Струве, подкрепляется индуктивными обобщениями и анализом значения той или иной исторической эпохи в контексте развития стран и народов.
Василий Струве издал несколько древнеегипетских письменных памятников, находящихся в музеях Москвы (в основном в Государственном музее изобразительных искусств имени А. С. Пушкина) и Ленинграда, в том числе ряд демотических текстов Позднего периода Древнего Египта и «Московский математический папирус», текст которого был транскрибирован ещё Тураевым. Под руководством Струве были тщательно изучены «речения» Ипувера и Неферти, относящиеся к концу Среднего царства, поскольку они приводили относительно редкие для египетской литературы свидетельства всплеска классовой борьбы, интересовавшие советскую науку. Другой безусловной заслугой Струве является то, что его наследие позволило сломать безраздельно господствовавшие в исторической науке представления о древневосточных обществах как исконно феодальных.
Василий Струве редактировал целый ряд наименований исторической периодики и коллективных трудов по всемирной истории, участвовал в подготовке энциклопедических изданий, а также инициировал начавшееся в 1961 издание Советской исторической энциклопедии, будучи членом Главной редакции энциклопедии.

## Оценки личности
Историю Древнего Востока читал Василий Васильевич Струве — высокий, крупный, чрезмерно полный человек с рыжими усиками, из-за большой, рано поседевшей головы казавшийся несколько старше своих лет: в 1934-м ему было только сорок пять. Струве до революции получил основательное образование, стажировался в Берлине. Воспитанный в дворянской семье, он попытался приспособиться к новым условиям, и не без успеха. В начале тридцатых Струве сделал блестящую карьеру. В 1935 году Струве станет академиком, в 1937-м возглавит академический Институт этнографии, а с 1941-го — Институт востоковедения. По свидетельствам слушателей, читал он скучно, запинаясь, усыпая речь бесчисленными словами-паразитами: «к сожалению», «знаете ли», «вот видите». Зато был человеком добрым, внимательным к студентам и, несмотря на карьеризм, не подлым. Когда арестуют профессора Ковалёва, заведующего кафедрой истории Древнего мира, и всех преподавателей заставят «отмежеваться» от «вредителя» и «врага народа», Струве публично откажется это сделать. Позднее он будет хлопотать и за Л. Н. Гумилёва.
Василий Васильевич Струве, как и Петропавловский, читал скучно, но то, что он рассказывал, было ближе к моим интересам; после одной из лекций я подошел к нему с каким-то вопросом; он принял меня благосклонно, предложил проводить себя и по дороге убеждал меня в правильности каких-то своих теорий — в общем, говорил о чем-то своем, и этот разговор мне не запомнился.
Был он высокий, более чем упитанный, румяный, с очень большой, слегка всклокоченной, совершенно седой головой и рыжими усиками;
когда говорил (тоненьким, писклявым голоском, все время приговаривая «голубчик»), показывал редкие зубы.
Несмотря на проявленную ко мне доброжелательность, чем-то он мне не понравился.
От острот его не хотелось смеяться.

## Награды
- орден Ленина (10.06.1945)
- орден Трудового Красного Знамени (19.03.1959)

## Память
В честь В. В. Струве назван пик в Антарктиде (пик Василия Струве, Земля Королевы Мод, 71°53′ ю.ш., 7°29′ в.д., пик нанесён на карту в 1961 г. Советской Антарктической экспедицией, название присвоено в 1966 г.).

## Адреса в Санкт-Петербурге

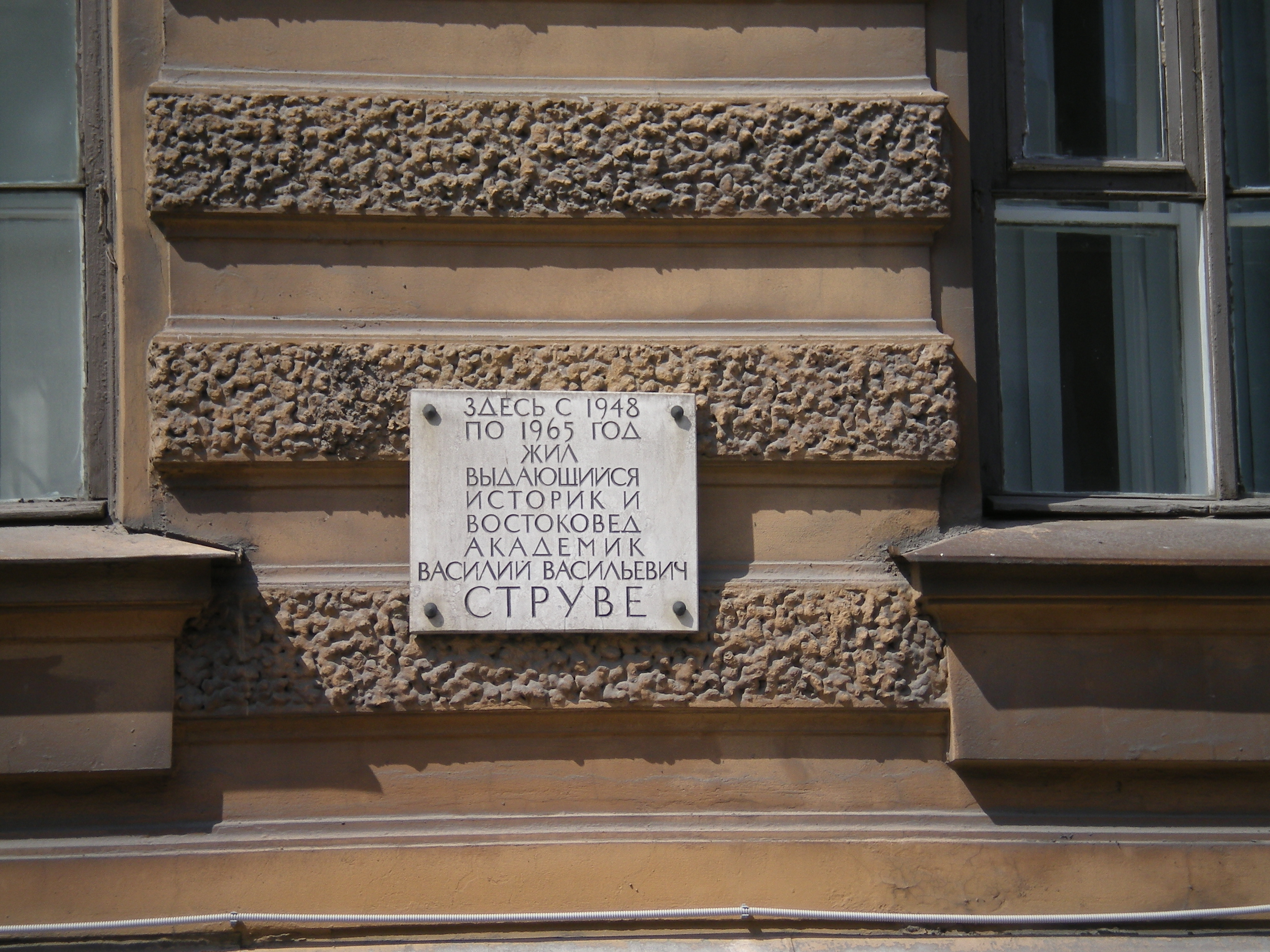
Табличка на доме по адресу Миллионная ул., 27

1948 — 15.09.1965 — дворец великого князя Владимира Александровича — улица Халтурина, 27.

## Труды
Монографии и обобщающие работы:
- Струве В. В. Заупокойный культ древнего Египта: Путеводитель по выставке в залах Эрмитажа / Сост. В. В. Струве. — Пб., 1919.
- Струве В. В. Пребывание Израиля в Египте в свете исторической критики / Проф. В. В. Струве — Пб., 1919.
- Струве В. В. Израиль в Египте / Культурно-исторические памятники Древнего Востока под общей редакцией акад. Б. А. Тураева. — Петроград: Издательство М. и С. Сабашниковых, 1920. — 52 с.
- Струве В. В. Происхождение алфавита / Проф. В. В. Струве. — Пг.: Время, 1923.
- Струве В. В. Очерки социально-экономической истории древнего Востока (Известия ГАИМК, выпуск 97) — М.; Л.: ОГИЗ; Госсоцэкгиз, 1934. — 74 с.
- Хрестоматия по древней истории. — Т. 2. — М.: Учпедгиз, 1936.
- История древнего мира. Т. Первый. Древний Восток — М.: Соцэкгиз, 1936 — 444 с. (глава II и с IV по XXII написаны В. В. Струве)
- Струве В. В. История древнего Востока — М.: ОГИЗ; Госполитиздат, 1941. — 484 с. (Разделы в учебнике)
- Струве В. В. Государство Лагаш: Борьба за расширение гражданск. права в Лагаше: XXV—XXIV вв. до н. э. — М.: Вост. лит., 1961. — 104 с.
- Хрестоматия по истории Древнего Востока / Коллектив авт.: И. М. Дьяконов, В. В.Струве и др.; Под ред. В. В. Струве, Д. Г. Редера. — М.: Вост. лит., 1963.
- Струве В. В. Этюды по истории Северного Причерноморья, Кавказа и Средней Азии / Отв. ред. Д. П. Каллистов. — Л.: Наука, Ленингр. отд-ние, 1968..
- Струве В. В. Избранные труды: Ономастика раннединастич. Лагаша. — М.: Наука, Глав. ред. вост. лит., 1984. — 216 с.
- Струве В. В. Манефон и его время / Вступ. ст. А. Л. Вассоевича. — СПб.: Журн. «Нева»; Летн. сад, 2003. — 480 с., ил., табл. — (Александрийск. б-ка)

Статьи:
- Коптский папирус из коллекции проф. Б. А. Тураева // Христ. Восток. — СПб., 1912. — Т. I, вып. II. — С. 207—211.
- Струве В. В. К истории ΑΠΟΜΟΙΡΑ // Журнал Министерства народного просвещения. Новая серия, 1913.  — Ч. 48. [№ 12] — С. 499—511.
- Струве В. В. Право владения землями пахотной и виноградной в Птолемеевском Египте // Журнал Министерства народного просвещения. Новая серия, 1915.  — Ч. 55. [№ 1] — С. 1—64.
- Струве В. В. Развитие храмового иммунитета в Птолемеевском Египте // Журнал Министерства народного просвещения. Новая серия, 1917.  — Ч. 70. [№ 7—8] — С. 223—255.
- Струве В. В. Эрмитажная стела Харемхеба // Ежегодник Российского института истории искусств — Пб., 1921. — Т. I, вып. 2 — С. 91—109.
- Струве В. В. К истории патесиата Гишху // Известия Российской Академии Истории Материальной Культуры — Петербург, 1922. —Том II — С. 49—64
- Струве В. В. К вопросу о Тутмосидах // Из далекого и близкого прошлого. Сб. этюдов из всеобщей истории в честь пятидесятилетия научной жизни Н. И. Кареева — Пг. - М.: «Мысль», 1923, С. 19—28.
- Струве В. В. Происхождение семитического алфавита / В. Струве // Восток: Журн. лит-ры, науки и иск-ва. — М.; Пб.: Всемир. лит., 1923. — Кн. 2. — С. 101—104.
- Струве В. В. Новые открытия в царском некрополе Фив / В. Струве // Восток: Журн. лит-ры, науки и иск-ва. М.; Пб.: Всемир. лит., 1923. —Кн. 3. — С. 150—159.
- Струве В. В. К истории пребывания Израиля в Египте // Еврейская старина — Л.,1924 — том XI — С. 45—64.
- Струве В. В. Addendum к дешифровке «синайских надписей» // Еврейская старина  — Л.,1924 — том XI — С. 341—344.
- Struve V. Заметка к дешифровке «синайских надписей» // Journal of Egyptian Archaeology — Vol. X — London, 1924 — P. 335 (в разделе Notes and News, без названия, на англ. яз.)
- Струве В. В. Лошади в мистериях Осириса // Яфетический сборник. Т. III — М.; Л.: «Госиздат», 1925 — С. 71—74.
- Струве В. В. Папирус 1116 B recto и пророческая литература Египта / В. Струве // Зап. / Коллегии востоковедов при Азиат. музее Рос. акад. наук. — Л.: Главнаука, Госиздат, 1925. — Т. I. — С. 209—227.
- Струве В. В. Наблюдения над большим папирусом Harris / В. Струве // Зап. / Коллегии востоковедов при Азиат. музее Рос. акад. наук. — Л.: Главнаука, Госиздат, 1925. — Т. I. — С. 435—454.
- Struve V. A Stamp of King Amenhotep III. From the collection of N. P. Likhacheff // «Ancient Egypt» — 1925 Sept. — pt. III — P. 74—77.
- Struve V. A Wood Stamp of the Hermitage Collection // «Ancient Egypt» — 1925 Sept. — pt. III — P. 77—78.
- Struve W. Zum Töpferorakel // Raccolta di Scritti in onore di Giacomo Lumbroso (1844—1925) — Milano, 1925 — S. 273—281.
- Струве В. В. Социальная проблема в заупокойном культе древнего Египта // Религия и общество — Л.: «Сеятель», 1926. — С. 5—28.
- Струве В. В. Диалог господина и раба о «смысле жизни» (по новому вавилонскому памятнику) // Религия и общество — Л.: «Сеятель», 1926. — С. 41—59.
- Струве В. В. Заметки к папирусам эрмитажного собрания Сборник / «Государственный Эрмитаж» — Л., 1926. — С. 1—7.
- Струве В. В. К вопросу о локализации и датировке некоторых египетских памятников эрмитажного собрания Сборник / «Государственный Эрмитаж» — Л., 1926. — С. 13—16.
- Струве В. В. К локализации страны Маган // Яфетический сборник. Т. IV — Л.: Изд-во Акад. наук СССР, 1926 — С. 20—38.
- Struve W. Zur Geschichte der jüdischen Kolonie von Elephantine // Известия АН СССР, VI серия, Т. XX, 1926 — № 5—6 — С. 445—454.
- Struve V. Egyptian Sealings in the Collection of the Academician N. P. Likhatschew // «Ancient Egypt» — 1926 Dec. — pt. IV — P. 116—119.
- Струве В. В. По поводу статьи о папирусе 1116 b (ЗКВ, I, 209 и след.) // Записки Коллегии Востоковедов при Азиатском Музее Академии Наук CССР. — Л.: Изд-во Академии Наук СССР, 1927. — Т. II. — С. 405—406.
- Струве В. В. Упоминание иудеев в ранней эллинистической литературе // Записки Коллегии Востоковедов при Азиат. музее Акад. наук CССР. — Л.: Изд-во Академии Наук СССР, 1927. — Т. II. — С. 227—234.
- Струве В. В. Манефон и его время. Гл. I  // Записки Коллегии востоковедов при Азиат. музее Акад. наук CССР. — Л.: Изд-во Акад. Наук СССР, 1928. — Т. III. — С. 109—185.
- Струве В. В. Эпос Гомера и круг сказаний о царе Петубастисе // Язык и литература. Т. IV. — Л., 1929. — С. 111—122.
- Струве В. В. Das Volk der T — k — R // Яфетический сборник. Т. VI — Л.: Изд-во Акад. наук СССР, 1930 — С. 94—99.
- Струве В. В. Египетская задача в сочинении армянского математика VII в. // Язык и литература. Т. V. — Л., 1930. — С. 29—32.
- Струве В. В. Яфетидологическое письмо и египетский алфавит // Яфетический сборник, Т. VII — Л.: Изд-во АН СССР, 1932. — С. 111—114.
- Струве В. В. Манефон и его время. Гл. II // Записки Коллегии востоковедов при Азиат. музее АН СССР. — Л.: Изд-во Акад. Наук СССР, 1930. — Т. IV. — С. 159—248.
- Египет (древний): Историко-полит. очерк // Большая Советская энциклопедия. — [1-е изд.] — Т. 24. — М.: ОГИЗ, 1932. — Стб. 356—371.
- Струве В. В. Рабовладельческая латифундия в Сумире III династии Ура (ок. XXIII в. до н. э.) // Сергею Федоровичу Ольденбургу к пятидесятилетию научно-общественной деятельности 1882—1932. Сборник статей — Л., 1934. — С. 495—507.
- Струве В. В. Параграфы 34 и 36 хеттского судебника // Вестн. древ. истории. — 1937. — № 1. — С. 33—38.
- Хронология Манефона и периоды Сотиса // ВИД. — М.; Л.: Изд-во АН СССР, 1937. — С. 19—66.
- Струве В. В. Изучение истории древнего Востока в СССР за период 1917–1937 гг. // ВДИ, 1938 — №1 — С. 13—22.
- Струве В. В. Подлинная причина разрушения иудейского храма на Элефантине в 410 г. до н.э. // Вестн. Древ. Истории, 1938, № 4 (5), С. 99—119.
- Струве В. В. Подлинный манефоновский список царей Египта и хронология Нового царства // Вестн. древ. истории. — 1946. — № 4. — С. 9—25.
- Струве В. В. Датировка I Вавилонской династии // Вестн. древ. истории. — 1947. — № 1. — С. 9—36.
- Струве В. В. Проблемы истории древнего Востока в советской историографии // ВДИ, 1947 — № 3 — С. 17—41.
- Струве В. В. О «гуманности» хеттских законов // ВДИ, 1947 — № 4 — С. 11—20.
- Струве В. В. Наемный труд и сельская община в Южном Междуречье конца III тысячелетия до н.э. // Вестн. древ. истории. — 1948. — № 2. — С. 13—37.
- Струве В. В. Геродот и политические течения в Персии эпохи Дария I // ВДИ, 1948 — № 3 — С. 12—35.
- Струве В. В. Родина зороастризма // Сов. востоковедение. — М.; Л.: Изд-во Акад. наук СССР, 1948. — [Т.] V. — С. 5—34.
- Струве В. В. Восстание в Маргиане при Дарии I  // ВДИ — 1947 — № 2 — С. 10—29.
- Струве В. В. Б.А. Тураев – крупнейший историк древнего Востока // ВДИ — 1948 — № 2 — С. 75—83.
- Струве В. В. Дарий I и скифы Причерноморья // ВДИ — 1949 — № 4 — С. 15—28.
- Струве В. В. Новые данные об организации труда и социальной структуре общества Сумера эпохи III династии Ура // Сов. востоковедение. — М.; Л.: Изд-во Акад. наук СССР, 1949. — [Т.] VI. С. 149—184.
- Струве В. В. Восстание Савмака // ВДИ — 1950 — № 4 — С. 23—40.
- Струве В. В. Общественный строй древнего Крита // ВДИ — 1950 — № 3 — С. 43—47.
- Струве В. В. Проблема происхождения нации и вопросы древней истории // ВДИ — 1951 — № 2 — С. 12—28.
- Струве В. В. Реформа письменности при Дарии I // Вестн. древ. истории. — 1951. — № 3. — С. 186—191.
- Струве В. В. Датировка Бехистунской надписи // Вестн. древ. истории. — 1952 — № 1 — С. 26—48.
- Струве В. В. Хронология VI в. до н.э. в труде Геродота // ВДИ — 1952 — № 2 — С. 60—78.
- Струве В. В. Лагерь военнопленных женщин в Шумере конца III тысячелетия до н.э. // ВДИ — 1952 — № 3 — С. 12—25.
- Струве В. В. Восстание в Египте в первый год царствования Дария I / Акад. В. В. Струве // Палестин. сб. — М.; Л.: Изд-во Акад. наук СССР, 1954. — Вып. 1 (63). — С. 7—13.
- Струве В. В. К интерпретации угаритского текста «Рождение богов» / Акад. В. В. Струве // Палестин. сб. — М.-Л.: Изд.-во Акад. наук СССР, 1956. — Вып. 2 (64-65). — С. 3—11.
- Струве В. В. К столетию со дня рождения В.С. Голенищева // ВДИ — 1957 — № 2 — С. 3—7.
- Струве В. В. Интерпретация документа № 19 издания М.В. Никольского // Вестн. древ. истории. — 1957. — № 4. — C. 3—57.
- Струве В. В. Категория времени и замена идеограмм в шумерийском языке и письме // Вестн. / Ленингр. ун-та. — 1957. — № 8, вып. 2. — С. 85—95.
- Струве В. В. Борьба с рабством-должничеством в Вавилонии и Палестине / Акад. В. В. Струве // Палестин. сб. — М.; Л.: Изд-во Акад. наук СССР, 1958. — Вып. 3 (66). — С. 3—28.
- Предварительный ответ на статью И. М. Дьяконова // Вестн. древ. истории. — 1958. — № 2. — С. 252—253.
- Основные вехи войны Урукагины и Лугал-заггиси // Вестн. древ. истории. — 1958. — № 4. — С. 3—14.
- Термин gána-ga и проблема зарождения частного землевладения в Шумере // Вестн. древ. истории. — 1959. — № 2. — С. 3—45; № 3. — С.53—75.
- К проблеме частного землевладения в Шумере // Вестн. древ. истории. — 1959. — № 4. — С. 12-—24.
- Струве В. В. Значение В. С. Голенищева для египтологии // Очерки по истории русского востоковедения. М.: Вост. лит., 1960. — Сб. III. — С. 3—69.
- Вопрос о восстановлении некоторых лакун в шумерской надписи так называемой «Овальной пластинки» // Вестн. древ. истории. — 1962. — № 2. — С. 65—67.
- Префиксы mu- и e- шумерского глагола // Вестн. древ. истории. — 1962. — № 4. — С. 91—101.

Библиография:
- Список трудов В. В. Струве // Древний мир. — М., 1962. — С. 9—22.
- Струве, Василий Васильевич: Публикации // Сайт журн. Вестн. древ. истории.
- Струве, Василий Васильевич: Список осн. публ. по глав. направл. науч. деятельности, 3 ноября 2006 г. / С.-Петерб. филиал Ин-та востоковедения Рос. акад. наук.